# 中国皇帝赐名的地方
中国皇帝赐名的地方眾多，凡是皇帝登基、戰爭獲勝、增設政區等，都有可能賜名，以示喜慶。
例如有武威、六安、获嘉、闻喜（此四地为汉武帝赐），登封（武则天赐）， 天长（唐玄宗赐） ，泰宁（宋哲宗赐） ， 宝丰（宋徽宗赐） ， 安溪（宋徽宗赐），淳安（宋徽宗赐），肇庆（宋徽宗赐） ，重庆（宋光宗赐） ，凤阳（明太祖赐） ，天津（明成祖赐） ，彰化（清世宗赐）、阜康（清高宗赐） ，嘉义（清高宗赐）等。

## 簡介
- 武威-汉武帝派遣冠军侯霍去病带领大军征服河西，于元狩二年（前121年）大获全胜，为了纪念这次胜利，设立武威郡。
- 登封-696年，女皇武则天登嵩山、封中岳，改嵩阳县为登封县，改阳城县为告成县（寓意大功告成）。金代将登封、告成两县合并为登封县。[1]
- 天长-唐玄宗天宝元年（公元742年），为纪念玄宗李隆基生日，割江都县、六合县、高邮县三县地置千秋县，属淮南道扬州（广陵郡）。天宝七年，千秋节改为天长节，千秋县也随之易名天长县[2]。
- 泰宁-五代南唐中兴元年(958年)升归化场为归化县，隶属建州。宋元祐元年(1086年)哲宗即位，以该县习俗淳厚，文风鼎盛，遂将孔子家乡阙里府号“泰宁”赐为新县名。
- 宝丰-隋置汝南县，唐改龙兴县。宋徽宗宣和二年（1120年），因当时县境内有白酒酿造，汝官瓷烧制，冶铁工场等，物宝源丰，宝货兴发，奉敕赐名宝丰县。
- 肇庆-宋重和元年（公元1118年），宋徽宗因即位前為端王，端州為其「潛邸」，认为是由于端州的灵气使其登上大寶，遂改端州府为肇庆府，御赐一名“肇庆”，意为“开始带来吉庆”。
- 凤阳-明洪武二年（1369年）改为中立县，属于中书省南京，同时在濠州西南凤凰山南麓建中都；洪武三年（1370年）因县城北临淮河，改为临淮县，这是临淮地名之始；洪武六年（1373年）临濠府改为中立府，洪武七年（1374年）中立府改名凤阳府，同时割临淮县的太平、清洛、广德、永丰4乡设凤阳县；因县城位于凤凰山之阳，所以得名。
- 天津-天津流传最广、史料最充分、记载最清楚的说法是源于皇帝的赐名，天津是“天子津渡”之意[3]，是明朝皇帝朱棣夺取帝位成功，始发于渡过沽河，于永乐二年十一月二十一日（公元1404年12月23日），传谕旨“筑城浚池，赐名天津”[4]明朝文人李东阳的《重建三官庙碑记》，碑记里注有：“天津象征天子车马所渡之地”的词句[5]。
- 清灭准噶尔之战（1758年）后，原以蒙古语命名的准噶尔汗国旧地（今新疆维吾尔自治区北部），乾隆帝多有赐名。清廷设州县后，成为行政区名，后或保留沿用，或改名。
  - 乾隆二十八年（1763年）六月癸未，乌鲁木齐城赐名迪化城，后为迪化州、迪化府、迪化县、迪化市。1954年2月1日，迪化市改名为乌鲁木齐市[6]。
  - 乾隆二十八年（1763年）六月癸未，特訥格爾城赐名阜康城[6]。乾隆四十一年（1776年），设阜康县。1992年11月，撤县设市。
  - 乾隆二十八年（1763年）六月辛亥，庫爾喀喇烏蘇赐名綏來、晶河赐名豐潤堡、瑪納斯赐名遂成堡[6]。后设绥来县。1954年2月1日，改绥来县为玛纳斯县。
- 嘉义-清朝乾隆五十一年（1786年），臺灣發生林爽文事件，林爽文軍隊大舉本縣地區，由於當時諸羅縣軍民堅守城池，死傷無數，使林爽文軍不能進入諸羅縣城；故乾隆帝取「嘉其忠義」之意，取名「嘉義」，1787年將「諸羅縣」改名為「嘉義縣」。這也是現今縣名的由來。